# Dorfkirche Grünow (Schwedt/Oder)

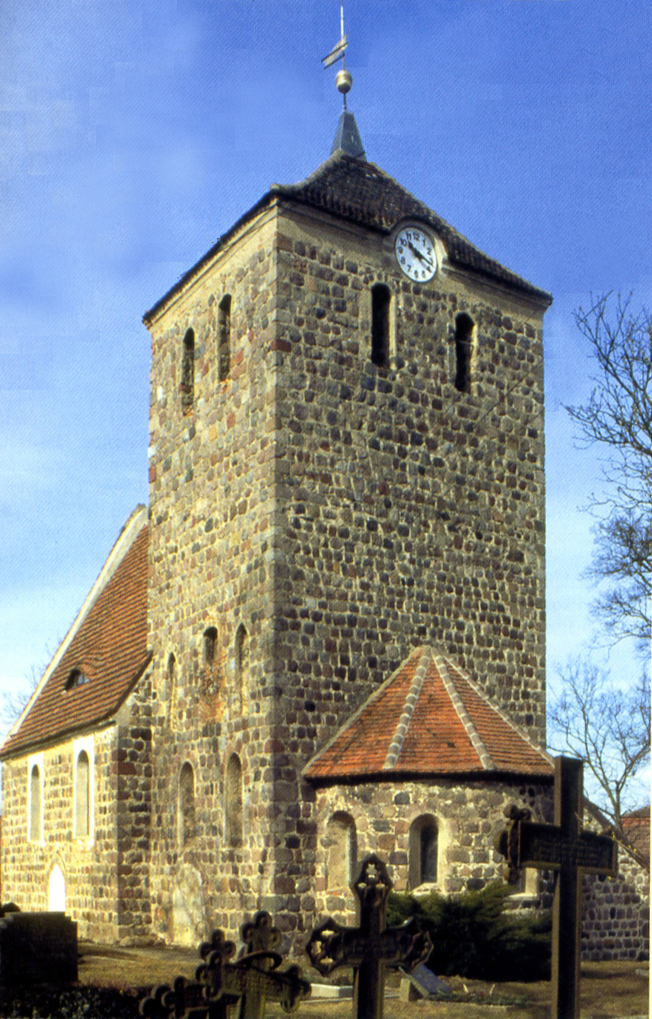
Chorturm mit Apsis der Kirche zu Grünow

Die evangelische Dorfkirche Grünow (Schwedt/Oder) ist eine romanische Saalkirche in Grünow, einem Ortsteil der Stadt Schwedt/Oder im Landkreis Uckermark in Brandenburg. Sie ist neben der Dorfkirche Hohenseeden, der Pfarrkirche Ludwigsdorf bei Görlitz und der Stadtkirche Hohnstein (barocke Chorturmkirche) eine der wenigen Kirchen mit Chorturm östlich der Elbe. Sie gehört zum Pfarrsprengel Drense im Evangelischen Kirchenkreis Uckermark der Evangelischen Kirche Berlin-Brandenburg-schlesische Oberlausitz.

## Lage
Die Dorfstraße führt von Süd-Südosten kommend in nordwestlicher Richtung in den historischen Dorfkern. Dort zweigt sie nach Nordosten hin ab. Die Kirche steht nördlich dieser Kreuzung.

## Geschichte und Architektur
Die Kirche wurde nach dendrochronologischer Datierung um die Mitte des 13. Jahrhunderts als Feldsteinbau mit kurzem Langhaus mit eingezogenem Chor errichtet. Ungewöhnlich für die Region ist der Chorturm mit dem Chorjoch im Turmuntergeschoss und anschließender Halbkreisapsis. Einer Sage nach geht die Bauform auf zwei adelige Schwestern zurück, die jeweils einen eigenen Turm errichten ließen. Als eine der Schwestern starb, ließ die Überlebende den Turm auf der Westseite abreißen. Wahrscheinlicher ist jedoch, dass es Kolonisten aus der Altmark waren, die diese Form wählten. Das Dorf wurde daher über viele Jahrzehnte als Verkehrt-Grünow bezeichnet, um eine Verwechslung mit Grünow (bei Prenzlau) zu vermeiden. Das Kirchenpatronat lag bei den wechselnden Dorfherren. So sind im 15. Jahrhundert beispielsweise drei Besitzanteile nachweisbar. Im Jahr 1600 erhielt der Pfarrer zwei Wispel Meßkorn; 1375 ein Scheffel Meßkorn pro Hufe. An der Südseite besitzen Langhaus und Chor je ein zugesetztes Portal. Die Fenster des Langhauses wurden vergrößert. Auch das mittlere Fenster der Apsis wurde wahrscheinlich nachträglich ausgeweitet. Im Westen wurde eine neogotische Vorhalle aus Backstein hinzugefügt.
An der Südseite des Chorturms sind zwei Spitzbogenblenden mit Resten mittelalterlicher Putzritzungen erhalten. Das Innere wurde 1975 restauriert. Im Schiff ist eine Balkendecke eingezogen, der Chor ist miteinander durchdringenden Tonnen gewölbt, die Apsis mit einer Kalotte; die ehemalige Sakristei hat ein Kreuzgratgewölbe. Die Bemalung des gedrückten Triumphbogens mit den Evangelistensymbolen stammt von 1906.
Im Bereich des südlichen Gestühls wurden Anfang des 21. Jahrhunderts Ausbesserungsmaßnahmen vorgenommen. Dort stellten Anfang 2019 Experten einen Befall mit dem Echten Hausschwamm fest. Im Jahr 2022 soll eine Sanierung des Bauwerks erfolgen. Dabei ist geplant, die Kirchenbänke einzukürzen, damit diese nicht weiter der Feuchtigkeit ausgesetzt sind. Das betroffene Ziegelpflaster soll ausgetauscht und eine feuchtegesteuerte Lüftungsanlage eingebaut werden.

## Ausstattung
Zur Ausstattung gehört eine hölzerne Kanzel aus der Zeit um 1700, der Korb ist mit gedrehten Ecksäulchen versehen. Die Orgelempore und das Gestühl gehören dem 19. Jahrhundert an. Die Mensa ist ohne Aufbau. In der Apsis sind fünf Fenster mit Glasmalereien vermutlich aus dem Jahr 1905 erhalten. Im Kirchenschiff befindet sich eine flache Balkendecke; der Chor ein Tonnengewölbe, während die Sakristei mit einem Kreuzgratgewölbe geschmückt wurde.
Die Orgel ist ein Werk aus den Jahren 1857–1858 von Gesell & Schultze (nicht von Emil Kaltschmidt, von diesem wurde vielleicht die Reparatur 1897 ausgeführt); die 1917 ausgebauten Prospektpfeifen nach 1920 ergänzt; 1981 und 1994 durch Ulrich Fahlberg aus Eberswalde repariert. Die Orgel hat weitgehend original erhaltene mechanische Schleifladen. Das abgestuft dreiteilige Gehäuse vermutlich aus derselben Zeit ist mit Rundbogenöffnungen in sparsamen historisierenden Formen gestaltet.
Zwei Glocken aus Bronze sind erhalten, die ältere stammt aus dem späten 15./frühen 16. Jahrhundert und ist mit umlaufender lateinischer Minuskelinschrift „o rex glorie jhesu xpe veni cum pace“ sowie Medaillon mit Kreuzigung, Lilie und Kreuzen geschmückt. Die jüngere Glocke wurde 1615 von Meister Roloff Klassen aus Stettin gegossen.